# Митчелл, Сет
Сет Митчелл (англ. Seth Mitchell; род. 29 мая 1982, Вирджиния-Бич, Вирджиния, США) — американский боксёр-профессионал, выступавший в супертяжёлой весовой категории.

## Биография
Выросший в городе Вирджиния-Бич штата Вирджиния, Сет Митчелл получил прозвище «Маленький Superstar», превосходил по спортивным навыкам старших спортсменов, увлекался футболом и баскетболом. В возрасте 12 лет переехал в Брендивайн, штат Мэриленд.
В 9-м классе он весил уже 90 кг, и был ростом около 180 см. В десятом классе, его вес увеличился до 100 кг. Митчелл решил заняться американским футболом, и достиг хороших успехов в этом виде спорта. В 2005 году получил травму, и был вынужден взять паузу в спорте. Но вылечившись, он не вернулся в американский футбол.

## Любительская карьера
В 2006 году, Митчелл решил заняться боксом. Его любительская карьера была довольно короткой, он провёл всего 10 поединков, 9 из которых выиграл, и все нокаутом.

## Профессиональная карьера
В 2008 году Митчелл подписал контракт c Golden Boy Promotions и дебютировал на профессиональном ринге.
Выиграл 2 боя, и встретился с другим начинающим боксёром, мексиканцем, Альваро Моралесом. В бою с ним Митчелл выглядел убедительней, но судьи присудили ничью. Все последующие бои Митчелл побеждал, преимущественно нокаутом.
6 июня 2009 года, Митчелл снова встретился с Альваро Моралесом. В этот раз он уверенно победил по очкам, и взял реванш над единственным спорным боем в карьере.
В декабре 2009 года, Сет победил по очкам джорнимена, Зака Пейджа.
7 мая 2010 года, Сето во втором раунде нокаутировал перспективного соотечественника, Джонни Уайта (22-1).
В декабре 2010 года, Митчелл нокаутировал в 5-м раунде Тауруса Сайкса.
В 2011 году Митчелл победил 3 рейтинговых боксёров. 5 марта, Чарльза Дэвиса, техническим нокаутом во 2-м раунде. Затем 13 мая Эванса Куина, нокаутом в 1-м раунде. И 16 сентябре Гектора Феррейро, техническим нокаутом в 3-м раунде.
После этого Сет вышел на ринг против первого серьёзного противника, узбекского боксёра, Тимура Ибрагимова.

### Бой с Тимуром Ибрагимовым
10 декабря в рейтинговом поединке сошлись Сет Митчелл и Тимур Ибрагимов. В конце 2-го раунде, Ибрагимов начал много пропускать ударов. Митчелл зажал Ибрагимова в углу ринга, и как только начал наносить мощную серию, вмешался рефери и остановил поединок. Митчелл победил техническим нокаутом во 2-м раунде, и стал первым боксёром, которому удалось досрочно победить Ибрагимова.

### Бой с Чаззом Уизерспуном
В апреле 2012 года, Митчелл встретился со вторым серьёзным соперником, соотечественником Чаззом Уизенспуном в бою за вакантный титул чемпиона мира по версии WBO NABO. Бой начался активно. Со второй половины первого раунда, Уизерспун начал сильно атаковать Митчелла, и выглядел уверенней. Первый раунд вышел с преимуществом Уизерспуна. Во втором раунде Митчелл начал больше атаковать, и взял раунд. В начале 3-го раунда в ближнем бою Уизерспун пропустил левый хук и упал. Он поднялся на счёт «6». Митчел бросился добивать соперника. Весь раунд Митчелл избивал Уизерспуна. За 30 секунд до окончания раунда, рефери отсчитал Уизерспуну стоячий нокдаун. Глядя в глаза Уизерспуну, рефери решил прекратить поединок. Митчелл победил техническим нокаутом, и завоевал свой первый титул, и большую мировую известность и признание.
На 14 июля 2012 года был запланирован бой с американцем Джонатоном Бэнксом. Однако Митчелл получил травму, и бой был отменён.

### Бой с Джонатоном Бэнксом I
Бой изначально был запланирован на 14 июля, затем на 15 сентября. После этого на 6 октября. Но Сет Митчелл снова получил травму, и поединок четвёртый раз перенесли. На этот раз, на 17 ноября. 17 ноября 2012 года состоялся долгожданный поединок Джонатона Бэнкса (28-1-1), с непобеждённым проспектом, американцем, Сетом Митчеллом (25-0-1). Последние 10 поединков, Митчелл выиграл нокаутом в ранних раундах, хотя соперники его были довольно крепкие и перспективные боксёры. Бэнкс же имел однажды поражение в чемпионском бою в первом тяжёлом весе. В 2010 году свёл вничью бой с джорнименом, а последнюю защиту титула чемпиона северной америки провёл против боксёра второго эшелона, которую выиграл лишь по очкам. К тому же Бэнкс готовил к бою, Владимира Кличко, который состоялся всего за неделю до своего собственного, и уровень подготовки самого Бэнкса вызывал сомнения, и учитывая эти факты, прогнозы ещё больше склонялись к победе Сета Митчелла. На кону стояли титулы WBO NABO, принадлежащий Митчеллу, вакантный титул интернационального чемпиона мира по версии WBC, и так же бой имел статус полуфинального отборочного по версии WBC. Коэффициент на победу Митчелла составлял — 1,3. На победу Бэнкса — 4,8.
Бой начался активно. Митчелл действовал первым номером, и наступал на Бэнкса. Джонатан старался отступать, но Сет часто его доставал, входя в ближнюю дистанцию. Первый раунд остался безоговорочно за Митчеллом, который чаще попадал, и был более активен. Второй раунд начался с контроля длинной дистанции. Боксёры держали друг друга джебами. На второй минуте Правым боковым Митчалл точно попал в корпус Бэнкса, после этого, Митчалл сразу ринулся в ближнюю дистанцию, и начал наносить размашистые удары. Бэнкс умело от них увернулся, и поймал Митчелла контратакой, и тут же длинной серией неожиданно отправил в нокдаун Митчелла. После нокдауна Сет пытался спастись в клинчах, но Бэнкс снова длинной серией отправил Митчелла на канвас. Митчел не ожидал потрясения, и шёл на размен, вместо того чтоб принять тактику обороны. В конце второго раунда Бэнкс в третий раз потряс Митчелла, после чего рефери остановил поединок. Бэнкс совершил сенсацию, и стал одним из основных претендентов на титул чемпиона мира по версии WBC.

### Бой с Джонатоном Бэнксом II
После неожиданного проигрыша Митчелла, Сет решил оправиться и провести несколько промежуточных поединков, но Бэнкс согласился дать реванш, который состоялся 22 июня 2013 года.
Поединок прошёл при очень малой активности обоих соперников, что вызвало недовольство зрителей — они сопровождали большую часть боя недовольным свистом и выкриками. Во 2 раунде Бэнкс несколько раз потряс Митчелла, но не стал форсировать события и увеличивать напор, что позволило Митчеллу устоять на ногах до конца раунда. В 3 раунде Бэнкс побывал в нокдауне после удара по затылку, судья счёл удар легальным и отсчитал 8 секунд. В оставшееся время бойцы не производили никаких активных действий, чем вызвали недоуменную реакцию боксёрских аналитиков и подозрения в не совсем честном характере соперничества.

### Бой с Крисом Арреолой
7 сентября 2013 года Митчелл вышел на ринг с агрессивным панчером, Крисом Аррелой. С первого раунда Крис наносил точные комбинации в голову Митчелла, после которых Сет пытался войти в клинч и только это спасло его от нокдауна. В следующей атаке Крис отправил Сета в нокдаун, а к концу первого раунда мощной комбинацией вынудил рефери прекратить поединок. Митчелл проиграл и потерпел второе поражение на профессиональном ринге.

## Результаты боёв
В таблице перечислены результаты всех поединков боксёров.
В каждой строке указан результат поединка. Дополнительно номер поединка обозначен цветом, который обозначает итог поединка. Расшифровка обозначений и цветов представлена в нижеследующей таблице.
| Пример | Расшифровка                     |
| ------ | ------------------------------- |
|        | Победа                          |
|        | Ничья                           |
|        | Поражение                       |
|        | Планируемый поединок            |
|        | Поединок признан несостоявшимся |
| КО     | Нокаут                          |
| ТКО    | Технический нокаут              |
| PTS    | Решение судей (по очкам)        |
| UD     | Единогласное решение судей      |
| MD     | Решение большинства судей       |
| SD     | Раздельное решение судей        |
| RTD    | Отказ от продолжения боя        |
| DQ     | Дисквалификация                 |
| NC     | Поединок признан несостоявшимся |

| Бой | Рекорд     | Дата             | Соперник                  | Место боя                                      | Раундов        | Дополнительно |
| --- | ---------- | ---------------- | ------------------------- | ---------------------------------------------- | -------------- | --- |
| 29  | 26(19)-2-1 | 7 сентября 2013  | Крис Арреола (35-3)       | Индио (Калифорния), США                        | KO1 (12) 2:26  | Потерял интернациональный титул WBC. Митчелл в нокдауне в 1 раунде                                                |
| 28  | 26(19)-1-1 | 22 июня 2013     | Джонатон Бэнкс (29-1-1)   | Нью-Йорк, США                                  | UD (12)        | 115-112, 117-109, 114-112. Выиграл интернациональный титул WBC. Бэнкс в нокдауне во 2 раунде                      |
| 27  | 25(19)-1-1 | 17 ноября 2012   | Джонатон Бэнкс (28-1-1)   | Боадварк Холл, Атлантик-Сити, Нью-Джерси, США  | TKO2 (12) 2:37 | Бой за WBO NABO, 1-я защита Митчелла, за вакантный интернациональный титул WBC, Отборочный турнир WBC, полуфинал. |
| 26  | 25(19)-0-1 | 28 апреля 2012   | Чазз Уизерспун (30-2)     | Боадварк Холл, Атлантик-Сити, Нью-Джерси, США  | TKO3 (12) 2:31 | Чемпионский бой за вакантный титул WBO NABO в тяжёлом весе.                                                       |
| 25  | 24(18)-0-1 | 10 декабря 2011  | Тимур Ибрагимов (30-3-1)  | Конвеншн Центр, Вашингтон, США                 | TKO2 (10) 2:48 | |
| 24  | 23(17)-0-1 | 16 сентября 2011 | Гектор Феррейро (21-10-2) | Казино Техас, Лас-Вегас, Невада, США           | TKO3 (10) 2:17 | |
| 23  | 22(16)-0-1 | 13 мая 2011      | Эванс Куинн (20-5-1)      | Буфалло Биллс Стар Арена, Примм, Невада, США   | KO1 (10) 2:38  | |
| 22  | 21(15)-0-1 | 5 марта 2011     | Чарльз Дэвис (19-21-3)    | Хонда Центр, Анахайм, Калифорния, США          | TKO2 (10) 1:02 | |
| 21  | 20(14)-0-1 | 11 декабря 2010  | Таурус Сайкс (25-6-1)     | Мандалай Бэй, Лас-Вегас, Невада, США           | KO5 (8) 1:42   | |
| 20  | 19(13)-0-1 | 15 сентября 2010 | Деррик Браун (13-5-3)     | Фэнтези Спрингс Казино, Индио, Калифорния, США | KO1 (10) 2:59  | |
| 19  | 18(12)-0-1 | 31 июля 2010     | Дерек Брайант (20-5-1)    | Мандалай Бэй, Лас-Вегас, Невада, США           | TKO1 (8) 1:45  | |
| 18  | 17(11)-0-1 | 7 мая 2010       | Джонни Уайт (22-1)        | Казино Истела, Альбукерке, Нью-Мексико, США    | TKO2 (8) 1:18  | |
| Бой | Рекорд     | Дата             | Соперник                  | Место боя                                      | Раундов        | Дополнительно |